# Треће полувреме (стрип)
Треће полувреме је 8. епизода стрип серијала Кобра. Објављена је премијерно у магазину YU стрип, бр. 196/1 у издању Дечјих новина. Свеска је објављена 13.11.1979. год.  Цена је износила 10 динара (0,52 $; 0,93 DEM). Сценарио је написао Светозар Обрадовић, а епизоду нацртао Бранислав Керац. Епизода је имала 20 страна. Завршена у лето 1979. год.

## Кратак садржај
Кобра долази у посету славном фудбалеру ”Стела Мариса” Жаку Рувелу. Кобра и Жак имају заједничког прјатеља Патрика (види епизоду: Незгодни сведоци). Патрик је замолио Кобру да посети Жака и помогне му око једног проблема. Кобра се изненађује када Жак од њега тражи да убије председника Валдеза, Жаковог личног пријатеља. Жак је натеран да ово уради јер му је киднапована супруга. Киднапери као откуп траже да Жак убије председника.
Жак и Кобра одлазе код председника у посету. Председник се сећа Кобре који је његову земљу спасио од грађанског рата (види епизоду: Ратна краљица). Кобра пуца у председника и сакрива се у канцеларији министра унутрашњих послова.

## Реприза
Епизода је објављена репризно у ЕКС алманаху бр. 527, који је изашао 01.10.1988. Цена свеске је била 700 динара (0,2 $; 0,38 DEM).